# Panogena
Panogena este un gen de molii din familia Sphingidae. 

## Specii
- Panogena jasmini - (Boisduval 1875)
- Panogena lingens - (Butler 1877)